# Bruno Corbucci
Bruno Corbucci (23 de outubro de 1931 - 7 de setembro de 1996) foi um roteirista e diretor de cinema italiano. Ele era o irmão mais novo de Sergio Corbucci e escreveu muitos de seus filmes. Ele nasceu em Roma, onde também morreu.
Bruno Corbucci trabalhou principalmente no campo da comédia lowbrow italiana e spaghetti western, como roteirista ou diretor. Entre os atores com quem colaborou mais frequentemente incluem Totò, Bud Spencer, Terence Hill e Tomás Milián.

## Carreira
Com o irmão também diretor de filmes Sergio Corbucci, ele começou como roteirista de filmes, especialmente para comediantes com Totò, e esta vocação o seguirá ao longo de sua carreira. Sua estreia como diretor aconteceu em meados dos anos 60, estreando com o díptico James Tont operazione U.N.O. (Brasil: James Tont - Operação U.N.O. ) e James Tont operazione D.U.E. (Brasil: James Tont - Operação D.U.E. / Portugal: James Tont - Operação 2), paródias do famoso agente 007 com Lando Buzzanca, seguido pela spaghetti western Spara, Gringo, spara (Brasil: Gringo, Dispare Sem Piedade ) (1968). A fama com a série de filmes policiais estrelados pelo inspetor boca suja Nico Giraldi, estrelada onze vezes pelo ator cubano-americano Tomas Milian, que começou em 1976 com o filme Squadra antiscippo (Um Chui de Blue Jeans (título em Portugal) ) e terminou em 1984 com Delitto al Blue Gay (Um Chui Na Gaiola Das Malucas (título em Portugal) ).
Entre seus filmes mais conhecidos estão aqueles filmados com Bud Spencer como Cane e gatto(Brasil: Cão e Gato / Portugal: Polícias e Ladrões) (1983, co-estrelado com Tomas Milian), Miami Supercops (I poliziotti dell'8ª strada)(Brasil: Os Dois Super-Tiras em Miami / Portugal: Os Dois Super Polícias em Miami) (1985, o penúltimo que ele interpretou com seu parceiro habitual Terence Hill) e Superfantagenio (Brasil: Aladdin, o Super Gênio / Portugal: Aladino e o Génio) (1986). Mais tarde dedicou-se a dirigir séries de televisão: as duas temporadas de Classe di ferro (1989-1991) e Quelli della speciale (1993).
Seu filme de 1971 Io non spezzo... rompo (Brasil: Gringo, Dispare Sem Piedade ) foi exibido como parte de uma retrospectiva sobre a comédia italiana no 67º Festival Internacional de Cinema de Veneza.
Apareceu em vários de seus filmes em pequenos papéis, especialmente naqueles na saga do inspetor Nico Giraldi, no filme Il trafficone e na série de tv Classe di ferro.
Ele morreu em uma clínica em Roma em 7 de setembro de 1996, aos 64 anos, após um ataque cardíaco, foi enterrado ao lado de seus irmãos no cemitério Campo di Verano, em Roma.

## Filmografia

### Diretor
- James Tont operazione U.N.O. (1965)
- Questo pazzo, pazzo mondo della canzone (1965)
- James Tont operazione D.U.E. (1966)
- Spia spione (1966)
- Ringo e Gringo contro tutti (1966)
- Riderà (Cuore matto) (1967)
- Marinai in coperta (1967)
- Peggio per me... meglio per te (1967)
- Zum Zum Zum - La canzone che mi passa per la testa (1968)
- Spara, Gringo, spara (1968)
- I 2 pompieri (1968)
- Zum Zum Zum nº 2 (1969)
- Isabella duchessa dei diavoli (1969)
- Lisa dagli occhi blu (1969)
- Nel giorno del Signore (1970)
- Due bianchi nell'Africa nera (1970)
- Bolidi sull'asfalto - A tutta birra! (1970)
- Il furto è l'anima del commercio!?... (1971)
- Quando gli uomini armarono la clava e... con le donne fecero din don (1971)
- Io non spezzo... rompo (1971)
- Boccaccio (1972)
- Il prode Anselmo e il suo scudiero (1972)
- Tutti per uno botte per tutti (1973)
- A forza di sberle (1974)
- Il trafficone (1974)
- Squadra antiscippo (1976)
- Squadra antifurto (1976)
- Messalina, Messalina! (1977)
- Squadra antitruffa (1977)
- Il figlio dello sceicco (1977)
- Squadra antimafia (1978)
- Squadra antigangsters (1979)
- Assassinio sul Tevere (1979)
- Agenzia Riccardo Finzi... praticamente detective (1979)
- Delitto a Porta Romana (1980)
- Uno contro l'altro, praticamente amici (1981)
- Delitto al ristorante cinese (1981)
- Il ficcanaso (1981)
- La casa stregata (1982)
- Delitto sull'autostrada (1982)
- Cane e gatto (1982)
- Il diavolo e l'acquasanta (1983)
- Delitto in Formula Uno (1984)
- Delitto al Blue Gay (1984)
- Miami Supercops (I poliziotti dell'8ª strada) (1985)
- Superfantagenio (1986)
- Le volpi della notte (1986, serie TV)
- Rimini Rimini - Un anno dopo (1988)
- Classe di ferro (1989-1991, serie de TV)
- Quelli della speciale (1993, mini-serie para TV)

### Roteirista
- Il marziano Filippo (1956)
- A vent'anni è sempre festa (1957)
- Il bacio del sole (Don Vesuvio) (1958)
- Chi si ferma è perduto (1961)
- Totò contro Maciste (1961)
- Totò, Peppino e... la dolce vita (1961)
- I magnifici tre (1961)
- I soliti rapinatori a Milano (1961)
- I due colonnelli (1962)
- Il giorno più corto (1962)
- I due della legione (1962)
- Il figlio di Spartacus (1962)
- Totò diabolicus (1962)
- Colpo gobbo all'italiana (1962)
- I 4 monaci (1962)
- Lo smemorato di Collegno (1962)
- Totò di notte n. 1 (1962)
- La ragazza che sapeva troppo (1963)
- Horror (1963)
- Avventura al motel (1963)
- I terribili 7 (1963)
- L'ultima carica (1963)
- I quattro moschettieri (1963)
- Il monaco di Monza (1963)
- Gli onorevoli (1963)
- Totò e Cleopatra (1963)
- Totò sexy (1963)
- Totò contro i quattro (1963)
- I due mafiosi (1963)
- Che fine ha fatto Totò Baby? (1964)
- In ginocchio da te (1964)
- Una lacrima sul viso (1964)
- Totò d'Arabia (1964)
- Danza macabra (1964)
- Rita, la figlia americana (1965)
- Gli amanti latini (1965)
- 4 dollari di vendetta (1965)
- I figli del leopardo (1965)
- Non son degno di te (1965)
- Se non avessi più te (1965)
- Django (1966)
- Kiss Kiss... Bang Bang (1966)
- Per qualche dollaro in meno (1966)
- Addio mamma (1967)
- Cuore matto... matto da legare (1967)
- Il vostro superagente Flit (1967)
- Totò Ye Ye (1967)
- La lunga notte di Tombstone (1967)
- Odio per odio (1967)
- ...dai nemici mi guardo io! (1968)
- Donne... botte e bersaglieri (1968)
- Vacanze sulla Costa Smeralda (1968)
- Il grande silenzio (1968)
- Franco, Ciccio e il pirata Barbanera (1969)
- Pensiero d'amore (1969)
- Franco e Ciccio sul sentiero di guerra (1969)
- Ma chi t'ha dato la patente? (1970)
- La prima notte del dottor Danieli, industriale, col complesso del... giocattolo (1970)
- Amore Formula 2 (1970)
- Lacrime d'amore (1970)
- Lady Barbara (1970)
- Le belve (1971)
- Nella stretta morsa del ragno (1971)
- Storia di fifa e di coltello - Er seguito d'er più (1972)
- Decameron proibitissimo (Boccaccio mio statte zitto) (1972)
- Kid il monello del West (1973)
- Le Amazzoni - Donne d'amore e di guerra (1973)
- L'altra faccia del padrino (1973)
- Pasqualino Cammarata... capitano di fregata (1973)
- Storia de fratelli e de cortelli (1973)
- 4 marmittoni alle grandi manovre (1974)
- Africa Express (1975)
- Di che segno sei? (1975)
- Due sul pianerottolo (1975)
- Il giustiziere di mezzogiorno (1975)
- Il cav. Costante Nicosia demoniaco ovvero: Dracula in Brianza (1975)
- La gang dell'anno santo (1976)
- L'affittacamere (1976)
- Safari Express (1976)
- Pari e dispari (1978)
- Il lupo e l'agnello (1980)
- Mi faccio la barca (1980)
- Viuuulentemente mia (1982)
- Banana Joe (1982)
- Dance music (1983)
- Occhio, malocchio, prezzemolo e finocchio (1983)
- Rimini Rimini (1987)
- Roba da ricchi (1987)